# فاندا زنبقية
فاندا زنبقية (الاسم العلمي:Vanda lilacina) هي نوع من النباتات تتبع جنس الفاندا من الفصيلة السحلبية.